# Календеров, Нуржан Сабитович
Нуржа́н Саби́тович Календе́ров (каз. Нұржан Сәбитұлы Календеров; род. 31 мая 1976, Джамбул, Казахская ССР) — казахстанский государственный деятель, аким Жамбылского района Жамбылской области (2011—2013), аким Кордайского района Жамбылской области (июнь—декабрь 2013), аким города Тараза (2013—2017), аким Шуского района Жамбылской области (2020—2022).

## Биография
В 1997 году окончил Жамбылский технологический институт лёгкой и пищевой промышленности по специальности «международные экономические отношения».
Работал бухгалтером (в ТОО «Арнабол» в 1997—1998; в ТОО «Шын» в 1998—2000 годы). В 2000—2003 годы работал в Государственном центре по выплате пенсий (старший, затем главный специалист в отделе города Тараз; с 2001 — главный специалист Жамбылского областного филиала).
В 2003—2011 годы — в акимате Жамбылской области: главный специалист отдела экономики и социальной защиты, с 2005 — начальник отдела, заместитель директора, директор департамента финансов; с 2008 — начальник управления финансов.
С 25 августа 2011 — аким Жамбылского района Жамбылской области.
С 28 июня 2013 года — аким Кордайского района Жамбылской области.
С 31 декабря 2013 года — аким города Тараз.
Со 2 марта 2017 года — руководитель аппарата акима Жамбылской области.
С 22 апреля 2019 года — заместитель акима Жамбылской области.
С 16 июня 2020 года — аким Шуского района Жамбылской области.
С 14 февраля 2022 года — заместитель акима Жамбылской области.
С 9 августа 2022 года — первый заместитель акима Жамбылской области.

## Личная жизнь
Жена — Айнур Инкаровна Календерова (р. 1977).
Дети:
- дочери — Молдир (р. 1997), Айдана (р. 1998), Айганым (р. 2015)[источник не указан 1441 день];
- сыновья — Алиаскар Нуржанулы Сабит (р. 2003), Нартай Нуржанулы Сабит (р. 2009).

## Награды
- [4].